# تي-80
تي-80 دبابة قتال رئيسية صممت وصنعت في الاتحاد السوفيتي، جاءت التي-80 كتطوير للدبابة تي-64، دخلت التي-80 الخدمة في 1976 وكانت أول دبابة يتم إنتاجها وتزود بمحرك توربين غازي كمحرك دفع أساسي، يبلغ وزن الدبابة 42 طن سلحت بمدفع من عيار 125 مم.
ظهرت دبابة القتال الرئيسية T-80، كمنتج كامل لأول مرة عام 1984؛ محافظة على خواص عائلة الدبابات السابقة T-64، بما في ذلك المدفع عيار 125 مم، ذو السبطانة الملساء. أمّا التطوير فكان الاستخدام الأول للمحركات التوربينية في الدبابات السوفيتية، الذي رفع من قدرة هذه الدبابات، وأدى إلى زيادة سرعة التحرك على مختلف أنواع الطرق والأراضي. كما شمل التطوير استخدام أول جهاز تقدير مسافة، يعمل بأشعة الليزر، والذي أدى إلى تحسين معدات التحكم وإدارة النيران. الدبابة T-80 تشبه إلى حد كبير الدبابة T-72 ، وتتميز عنها بوجود 12 قاذف لقنابل الدخان حول البرج، سبعة في الجانب الأيسر، وخمسة في الجانب الأيمن.
كانت الدبابة T-80 هي أول دبابة سوفيتية، زودت بجهاز تقدير مسافة، يعمل بأشعة الليزر، وحاسب آلي لإدارة النيران. تستخدم الدبابة تي-80 مدفعاً رئيسياً عيار 125 مم يمكنه إطلاق القذائف BK-29 ذات المقدمة الصلبة لاختراق الدروع الناشطة، وكذلك القذائف المطورة BK-27 HEAT التي يمكنها اختراق الدروع التي يصل سمكها حتى 50 مم، يمكن للمدفع أيضاً استخدام القذائف الخارقة للدروع من نوع Sabot التي تتزن بواسطة الزعانف الذيلية، إضافة إلى تلك الأنواع من القذائف، يمكن استخدام المدفع في إطلاق الصواريخ الموجهة المضادة للدبابات، والموجهة بواسطة أشعة الليزر.